# Штіоборень
Штіоборень, Штіоборені (рум. Știoborăni) — село у повіті Васлуй в Румунії. Входить до складу комуни Солешть.
Село розташоване на відстані 290 км на північний схід від Бухареста, 15 км на північний схід від Васлуя, 49 км на південний схід від Ясс, 147 км на північ від Галаца.

## Населення
За даними перепису населення 2002 року у селі проживали 508 осіб, усі — румуни. Усі жителі села рідною мовою назвали румунську.